# Infracrvena spektroskopija
Infracrvena spektroskopija (IR spektroskopija) je tip spektroskopije koji se bavi infracrvenim regionom elektromagnetnog spektra. To je svetlost duže talasne dužine i kraće frekvencije od vidljive svetlosti. IR spektroskopija obuhvata niz tehnika koje su uglavnom zasnovane na apsorpcionoj spektroskopiji. Kao i nekoliko drugih spektroskopskih tehnika, ona se može koristiti za identifikaciju i proučavanje hemijskih jedinjenja. Često korišćeni laboratorijski instrument koji koristi ovu tehniku je spektrometar sa infracrvenom Furijeovom transformacijom (FTIR).
Infracrvena porcija elektromagnetnog spektra se obično deli u tri regiona: bliski, srednji i daleki, na osnovu njihovog odnosa sa vidljivim spektrom. Visokoenergetski bliski-IR, na približno 14000–4000 −1 (0.8–2.5  talasne dužine) može da pobudi harmonijske vibracije. Srednji infracrveni region, približno 4000–400 −1 (2.5–25 ) se može koristiti za studiranje fundamentalnih vibracija i srodnih rotaciono-vibracionih struktura. Daleki infracrveni opseg od približno 400–10 −1 (25–1000 ), leži pored mikrotalasnog regiona. On ima nisku energiju, te se može koristiti u rotacionoj spektroskopiji. Imena i klasifikacija IR podregiona su konvencije.

## Teorija
Infracrvena spektroskopija se bazira na činjenici da molekuli apsorbuju na specifičnim frekvencijama koje su karakteristika njihove strukture. Oni apsorbuju na rezonantnim frekvencijama, tj. frekvencija apsorbovane radijacije je jednaka frekvenciji veze ili grupe koja vibrira. Energije su određene oblikom molekulske površine potencijalne energije, masama atoma, i vibracionim sprezanjem.
Specifično, u Bor–Openhajmerovoj i harmonijskoj aproksimaciji, tj. kad se molekulski Hamiltonijan koji odgovara elektronskom osnovnom stanju može aproksimirati harmonijskim oscilatorom u blizini ravnotežne molekulske geometrije, rezonantne frekvencije su određene normalnim modovima koji odgovaraju molekulskom elektronskom stanju površine potencijalne energije. Rezonantne frekvencije zavise od jačine veze i atomskih masa, i stoga se vibracione frekvencije mogu asocirati sa pojedinim tipovima veza.

### Broj vibracionih modova
Da bi vibracioni mod molekula bio "IR aktivan", on mora biti povezan sa promenama dipola. Permanentni dipol nije neophodan, već samo promena dipolnog momenta.
Molekul može da vibrira na mnogo načina, i svaki od njih se naziva vibracioni mod. Za molekule sa N atoma, linearni molekuli imaju 3 – 5 stepeni vibracionih modova, dok nelinearni molekuli imaju 3 – 6 stepeni vibracionih modova (oni se takođe se zovu vibracioni stepeni slobode). Na primer H2O je nelinearni molekul koji ima 3 × 3 – 6 = 3 vibraciona stepena slobode, ili moda.
Jednostavni diatomski molekuli imaju samo jednu vezu i samo jedan vibracioni opseg. Ako je molekul simetričan, npr. N2, opseg se ne može uočiti u IR spektru, već samo u Ramanovom spektru. Asimetrični diatomski molekuli, npr. CO, apsorbuje u IR spektru. Kompleksniji molekuli imaju mnoge opsege, i njihovi vibracioni spektri su kompleksniji, tj. veliki molekuli imaju mnogo pikova u njihovim IR spektrima.
Atomi CH2 grupe, koji se često sreću kod organskih jedinjenja, mogu da vibriraju na šest načina: simetrično i antisimetrično istezanje, savijanje, ljuljanje, previjanje i uvijanje:
| Simetrično istezanje | Antisimetrično istezanje | Savijanje |
| -------------------- | ------------------------ | --------- |
|                      |                          |           |
| Ljuljanje            | Previjanje               | Uvijanje  |
|                      |                          |           |

## Spoljašnje veze
- Архивирано на веб-сајту  (31. март 2005)
- Ilustrovani IR vodič